# Mayar Sherif
Mayar Sherif (El Cairo, 5 de mayo de 1996) es una tenista egipcia. Reside desde hace años en Elche, España.

## Trayectoria
Sherif tiene un ranking de individuales WTA más alto de su carrera, No. 31, logrado el 19 de junio de 2023. También tiene un ranking WTA más alto de su carrera, No. 71 en dobles, logrado el 3 de marzo de 2025.
Mayar hizo su debut en individual en la WTA Tour en el Abierto de Praga 2020. Hizo historia como la primera jugadora egipcia en entrar en el cuadro principal de un torneo de Grand Slam, en el Abierto de Francia de 2020. Hizo historia nuevamente para el tenis egipcio en el Abierto de Australia de 2021, convirtiéndose en la primera mujer de su país en ganar un partido, en un cuadro principal de Grand Slam.
El 1 de octubre de 2022 Mayar haría historia al convertirse en la primera mujer Egipcia en ganar un título a nivel WTA.  Lo logró en Parma, al derrotar en la final a la favorita n1, la griega Maria Sakkari. Sherif entrenó durante un tiempo en Equelite JC Ferrero Sport Academy.

## Títulos WTA (3; 1+2)

### Individual (1)
| Leyenda              |
| -------------------- |
| Grand Slam (0)       |
| Juegos Olímpicos (0) |
| WTA Finals (0)       |
| WTA 1000 (0)         |
| WTA 500 (0)          |
| WTA 250 (1)          |

| #  | Fecha                | Torneo | Superficie    | Oponente en final | Resultado |
| -- | -------------------- | ------ | ------------- | ----------------- | --------- |
| 1. | 1 de octubre de 2022 | Parma  | Tierra batida | María Sákkari     | 7-5, 6-3  |

#### Finalista (2)
| #  | Fecha               | Torneo      | Superficie    | Oponente en final | Resultado |
| -- | ------------------- | ----------- | ------------- | ----------------- | --------- |
| 1. | 8 de agosto de 2021 | Cluj-Napoca | Tierra batida | Andrea Petković   | 1-6, 1-6  |
| 2. | 25 de mayo de 2024  | Rabat       | Tierra batida | Peyton Stearns    | 2-6, 1-6  |

### Dobles (2)
| Leyenda              |
| -------------------- |
| Grand Slam (0)       |
| Juegos Olímpicos (0) |
| WTA Finals (0)       |
| WTA 1000 (0)         |
| WTA 500 (1)          |
| WTA 250 (1)          |

| N.º | Fecha                    | Torneo   | Superficie | Pareja          | Oponentes en la final              | Resultado        |
| --- | ------------------------ | -------- | ---------- | --------------- | ---------------------------------- | ---------------- |
| 1.  | 14 de septiembre de 2024 | Monastir | Dura       | Anna Blinkova   | Alina Korneeva Anastasia Zakharova | 2-6, 6-1, [10-8] |
| 2.  | 2 de marzo de 2025       | Mérida   | Dura       | Katarzyna Piter | Anna Danilina Irina Khromacheva    | 7-6(2), 7-5      |

#### Finalista (2)
| N.º | Fecha               | Torneo       | Superficie    | Pareja            | Oponentes en la final            | Resultado           |
| --- | ------------------- | ------------ | ------------- | ----------------- | -------------------------------- | ------------------- |
| 1.  | 7 de agosto de 2021 | Cluj-Napoca  | Tierra batida | Katarzyna Piter   | Natela Dzalamidze Kaja Juvan     | 3-6, 4-6            |
| 2.  | 9 de enero de 2022  | Melbourne II | Dura          | Tereza Martincová | Bernarda Pera Kateřina Siniaková | 2-6, 7-6(7), [5-10] |

## Títulos WTA 125s

### Individual (7–3)
| Resultado | Fecha                    | Torneo       | Superficie    | Oponente           | Puntaje          |
| --------- | ------------------------ | ------------ | ------------- | ------------------ | ---------------- |
| Campeona  | 12 de septiembre de 2021 | Karlsruhe    | Tierra batida | Martina Trevisan   | 6-3, 6-2         |
| Campeona  | 3 de abril de 2022       | Marbella     | Tierra batida | Tamara Korpatsch   | 7-6(1), 6-4      |
| Campeona  | 15 de mayo de 2022       | Karlsruhe    | Tierra batida | Bernarda Pera      | 6-2, 6-4         |
| Campeona  | 13 de noviembre de 2022  | Colina       | Tierra batida | Kateryna Baindl    | 6-3, 6-2         |
| Campeona  | 11 de junio de 2023      | Makarska     | Tierra batida | Jasmine Paolini    | 2–6, 7–6(6), 7–5 |
| Campeona  | 18 de junio de 2023      | Valencia     | Tierra batida | Marina Bassols     | 6–3, 6–3         |
| Finalista | 5 de mayo de 2024        | Lleida       | Tierra batida | Kateřina Siniaková | 4-6, 6-4, 3-6    |
| Finalista | 18 de mayo de 2024       | Parma        | Tierra batida | Anna Schmiedlová   | 5-7, 6-2, 4-6    |
| Finalista | 9 de junio de 2024       | Makarska     | Tierra batida | Katie Volynets     | 6-3, 2-6, 1-6    |
| Campeona  | 1 de diciembre de 2024   | Buenos Aires | Tierra batida | Katarzyna Kawa     | 6–3, 4–6, 6–4    |

### Dobles (2–2)
| Resultado | Fecha                    | Torneos   | Superficie    | Pareja          | Oponentes                           | Resultado        |
| --------- | ------------------------ | --------- | ------------- | --------------- | ----------------------------------- | ---------------- |
| Finalista | 12 de septiembre de 2021 | Karlsruhe | Tierra batida | Katarzyna Piter | Irina Bara Ekaterine Gorgodze       | 3-6, 6-2, [7-10] |
| Campeona  | 15 de mayo de 2022       | Karlsruhe | Tierra batida | Panna Udvardy   | Yana Sizikova Alison Van Uytvanck   | 5-7, 6-4, [10-2] |
| Finalista | 13 de noviembre de 2022  | Colina    | Tierra batida | Tamara Zidanšek | Yana Sizikova Aldila Sutjiadi       | 1-6, 6-3, [7-10] |
| Campeona  | 24 de noviembre de 2024  | Colina    | Tierra batida | Nina Stojanović | Léolia Jeanjean Kristina Mladenovic | w/o              |